# Международная федерация настольного тенниса
Международная федерация настольного тенниса (англ. International Table Tennis Federation, сокр. ITTF) — руководящий орган для всех международных ассоциаций настольного тенниса. Ролью ITTF является контроль за нормами и правилами настольного тенниса и за его технологическим совершенствованием. Так же ITTF отвечает за организацию ряда международных соревнований, крупнейшим из которых является чемпионат мира по настольному теннису.

## История
Международная федерация настольного тенниса была создана в январе 1926 года девятью членами-учредителями: Австрией, Чехословакией, Данией, Англией, Германией, Венгрией, Индией, Швецией и Уэльсом. Первый чемпионат мира был проведён в декабре того же года в Лондоне.
В числе инициаторов создания федерации был Айвор Монтегю. Он же стал первым президентом федерации на срок более 40 лет.
С 1996 года ITTF проводит ежегодную серию международных соревнований «ITTF World Tour».
В начале 2000-х годов ITTF изменила некоторые правила тенниса для повышения жизнеспособности игры и удобства показа по телевидению. После Олимпиады в Сиднее мячи диаметром 38 мм были заменены на 40-миллиметровые, что уменьшило скорость их полёта. С 2001 года счёт в сетах стал вестись до 11-ти очков вместо 21-го, как это было ранее, а игроки подают поочередно по две подачи вместо пяти.
В 2014 году ITTF анонсировала замену целлулоидного мяча на новый пластиковый мяч диаметром 40+ мм.
На начало 2017 года в федерации состоит 226 стран-участников. Штаб-квартира федерации находится в Лозанне, Швейцария.
В 2020 году ITTF анонсировала создание новой организации World Table Tennis, председателем совета этой организации стал Лю Голян.

## Структура
ITTF поделена на шесть континентальных федераций.
| Континент         | Страны | Название федерации                          | Сокр. название |
| ----------------- | ------ | ------------------------------------------- | -------------- |
| Африка            | 54     | Африканская федерация настольного тенниса   | ATTF           |
| Азия              | 45     | Азиатский союз настольного тенниса          | ATTU           |
| Европа            | 58     | Европейский союз настольного тенниса        | ETTU           |
| Латинская Америка | 40     | Латиноамериканский союз настольного тенниса | ULTM           |
| Океания           | 24     | Океанийская федерация настольного тенниса   | NATTU          |
| Северная Америка  | 5      | Североамериканский союз настольного тенниса | OTTF           |